# Скородное (Липецкая область)
Скородное — деревня Воскресенского сельсовета Данковского района Липецкой области России.

## География
Скородное находится на правом берегу от излучины реки Птань. Имеется одна улица без названия, через деревню проходит проселочная дорога.

## История
В Переписной книге 1710 года упоминается, что существовала деревня Скородная, а в ней церковь во имя Вознесения Господня. Церковь была построена в 1802 году, освящена в честь праздника Вознесения. В это время в деревне было 66 дворов, население: 181 мужчина и 217 женщин.

## Население
| 2010 |
| ---- |
| 8    |